# Зубровка (напиток)
Зубровка (бел. Зуброўка, пол. Żubrówka, Жубрувка, укр. Зубрівка) — алкогольный напиток (настойка горькая) крепостью около 40%. Сейчас производится в России, Беларуси, Польше. Настаивается на траве Зубровка душистая (Hierochloë odorata (L.) Wahlb.), которая, произрастая в Беловежской пуще, является пищей для зубров, откуда и получила название. Может иметь различные оттенки жёлтого цвета — от светло-жёлтого до янтарного.
Имеющийся в зубровке душистой гликозид кумарин придаёт настойке характерный аромат и терпкий вкус и способствует аппетиту и лучшему перевариванию пищи.
В Германии Зубровка в основном продаётся под названием Грасовка (нем. Grasovka).

## История
Зубровка производилась на территории Речи Посполитой, и к XVIII столетию стала одним из любимейших напитков шляхты и крестьян.
В 1884 году компания «Н. Шустовъ и сыновья» начала производить фирменные шустовские настойки: «Зубровка», «Спотыкач», «Запеканка», «Ерофеич», «Рижский бальзам», «Рябина на коньяке», «Мандариновая», «Кавказский горный травник» и многие другие.
К 2019 году  водочная марка «Зубровка» стала третьей самой продаваемой водкой в мире, уступая только британскому бренду «Смирнофф» и шведскому «Абсолют» (Absolut); в 2018 году в Польше и на экспортных рынках было продано в общей сложности более 77 миллионов литров «Зубровки».
В 2020 году Zubrowka холдинга Roust стала второй среди глобальных марок, опередив «Абсолют», который опустился на четвёртое место (продажи Zubrowka выросли на 3,1%, до 9 млн дал, Absolut — сократились на 14%, до 8,1 млн дал). В Roust результаты Zubrowka объясняют позициями на родном рынке Польши, где марка занимает более 20 %, а также увеличением международных продаж Zubrowka Biala на 75 %.

## Зубровка в России
В 1957 году горькая настойка «Зубровка» включена в «Каталог ликёро-водочных изделий Министерства промышленности продовольственных товаров РСФСР» : «…Зубровка приготовлена на настое травы Зубровки, имеет мягкий, слегка жгучий вкус и аромат зубровки. Цвет настойки зеленовато-жёлтый. Крепость — 40 %».
Рецептура настойки горькая «Зубровка» вошла в «легендарный» рецептурник 1981 года «Рецептуры ликёро-водочных изделий и водок».
Товарный знак «Zubrovka» зарегистрирован в СССР в 1969 году.
Постановлением Правительства Российской Федерации от 4 июля 2002 № 494 «О товарных знаках на алкогольную и спиртосодержащую продукцию» права пользования и распоряжения товарным знаком Zubrovka (этикетка) Свидетельство № 38387 от 10 октября 1969 года переданы федеральному казённому предприятию (ФКП) «Союзплодоимпорт».
Постановлением Правительства Российской Федерации от 12 февраля 2015 № 117 «О передаче федеральному казённому предприятию „Союзплодоимпорт“ прав на товарные знаки на алкогольную и спиртосодержащую продукцию» исключительные права на товарный знак Zubrovka (этикетка) Свидетельство № 38387 от 10 октября 1969 года переданы ФКП «Союзплодоимпорт».
С 2010 по 2016 производством и дистрибуцией горькой настойки «Зубровка» по лицензии ФКП «Союзплодоимпорт» занималось АО «Росспиртпром»
С конца сентября 2016 года холдинг Roust начал производство «Зубровки» на своём подмосковном заводе «Парламент продакшн». Выпуск осуществляется по лицензии ФКП «Союзплодоимпорт», которому принадлежат права на товарный знак в России.
Несмотря на то, что «Зубровка» является торговой маркой в России производится довольно много напитков с похожей рецептурой, но подобного названия они не носят, однако в народе именуются именно так.

## Зубровка в США
Когда напиток производится традиционными методами (1—2 кг травы на 1000 л алкоголя), то он содержит приблизительно 12 мг кумарина в 1 л.
А поскольку кумарин — ядовитое соединение, запрещённое управлением контроля качества продуктов и лекарств (США) — то импорт зубровки в 1978 году был запрещён Бюро по контролю над алкоголем, табачными изделиями и огнестрельным оружием США.
Исходя из этого, в 1999 году польские ликёро-водочные заводы повторно начали выпуск экспортной, для Америки, версии продукта, используя искусственные ароматизаторы и красители (всегда с символической былинкой в каждой бутылке), но не используя собственно кумарин.